# 道格·哈馬紹墜機遺址紀念碑
道格·哈馬紹墜機遺址紀念碑（英語：Dag Hammarskjöld Crash Site Memorial）是位於尚比亞銅帶省首府恩多拉近10公里處的紀念建築，是1961年9月18日時任聯合國秘書長道格·哈馬紹前往利奧波德維爾剛果共和國（今剛果民主共和國）執行任務時發生空難而身亡的墜機地點。

## 簡介
1961年9月18日，第二任聯合國秘書長道格·哈馬紹計劃前往剛果與卡坦加國的莫伊兹·冲伯進行停火協議磋商，其乘坐的DC-6號班機於北羅德西亞（今尚比亞）恩多拉西北西10公里處墜毀，導致機上包括哈馬紹在內的16人全數罹難。
尚比亞於1964年正式獨立，政府於連接恩多拉－基特韋的T3路修建一條通往飛機失事現場的岔路（道格·哈馬紹紀念通道）。同年，道格·哈馬紹基金委員會（Dag Hammarskjoeld Foundation Committee）成立，並於墜毀地點興建紀念花園，中央豎立由地球儀和石板組成的紀念碑（1970年成為國家紀念碑）。1981年，專門展示空難事故相關物品，以及哈馬紹生平貢獻的博物館於該地落成開放。
2000年代，瑞典私家偵探約蘭·比約克達爾（Göran Björkdahl）於墜機現場採訪若干位目擊者，並研究卡坦加的相關檔案和文件。他於2011年表示道格·哈馬紹之死為一起謀殺事件，他認為部分原因是哈馬紹促使聯合國介入卡坦加危機後，上加丹加省礦業聯盟等礦業公司為保全利益而擊落班機。

## 世界遺產
尚比亞政府於1997年將紀念碑列入聯合國教科文組織世界遺產的預備名單。

### 連結
1. 1 2 3 4  . UNESCO World Heritage Centre.   [2022-05-08]. （原始内容存档于2022-03-19） （英语）.
2. ↑  Times, Lloyd Garrison Special To the New York. . The New York Times. 1966-07-03  [2020-05-25]. ISSN 0362-4331. （原始内容存档于2022-05-08） （美国英语）.
3. 1 2  PatTheGreat. . Atlas Obscura. 2019-02-20  [2022-05-08]. （原始内容存档于2021-04-15） （英语）.
4. ↑  Graham-Harrison, Emma; Rocksen, Andreas; Brügger, Mads. . The Guardian. 2019-01-12  [2019-01-12]. ISSN 0261-3077. （原始内容存档于2019-01-12） （英语）.
5. ↑  . BBC. 1961-09-18  [2022-05-08]. （原始内容存档于2012-08-30） （英语）.
6. ↑  Gillett 1970.
7. ↑  . Lonely Planet.   [2022-05-08]. （原始内容存档于2022-05-08） （英语）.
8. ↑  Julian Borger; Georgina Smith. . The Guardian. 2011-08-17  [2022-05-08]. ISSN 0261-3077. （原始内容存档于2014-10-09） （英语）.
9. ↑  Björkdahl, Göran. . The Guardian. 2011-08-17  [2022-05-08]. ISSN 0261-3077. （原始内容存档于2019-09-21） （英语）.
10. ↑  . Afro Tourism. 2016-09-30  [2020-05-25] （美国英语）.[]

### 書籍
- Gillett, Nicholas. Courtlandt Canby , 编. . Heron Books. 1970-11  [2022-05-08]. ASIN B0006D1XM0. （原始内容存档于2022-06-01） （英语）.

12°58′29″S 28°31′22″E / 12.97485°S 28.52268°E